# جاستن بريك
جاستن بريك صحفي كندي فاز بقضية حرية الصحافة في نيوفاوندلاند ولابرادور في عام 2019. كان بريك أول صحفي كندي يُتَّهم جنائيًا ومدنيًا. ذهبت الدعوى المدنية لصالحه، لكن التُهم الجنائية لم تُحسم بعد. إذا تأيدت هذه الاتهامات، يَخشى الخُبراء القانونيون ومنظمات حرية الصحافة مثل «الصحفيون الكنديون من أجل حرية التعبير» و«الرابطة الكندية للصحفيين» أن حقوق الملكية سوف تكون لها الأسبقية على حقوق وسائل الإعلام على النحو المنصوص عليه في السوابق القضائية وقانون الحقوق والحريات. حظيت القضية باهتمام عالمي من مؤسسة فهمي ومراسلون بلا حدود، وأدرجها دليل حرية الصحافة على أنها مصدر قلق. شكَّل حُكم محكمة الاستئناف في نيوفاوندلاند ولابرادور المكون من 29 صفحة سابقة قانونية مهمة في جميع أنحاء كندا للحفاظ على الحقوق القانونية لوسائل الإعلام من الأوامر الزجرية. حصل بريك على الجائزة العشرين لحرية الصحافة، التي تمنحها اللجنة الكندية لحرية الصحافة العالمية سنويًا. كما حصل على جائزة قلم كندا/ كين فيلكو لحرية التعبير عام 2018، حصل أيضًا على جائزة إلياس بودينوت للصحافة الحرة التي أصدرتها جمعية الصحفيين الأمريكيين الأصليين مع الصحفية كارين بوجليس وهي من السكان الأصليين.

## النشأة والتعليم
ولد بريك في نيوفاوندلاند وترعرع في أوتاوا،  لم يكن من السكان الأصليين، لكنه يدعي أن لديه أسلاف من ميكماك. حصل بريك على درجة البكالوريوس عام 2001 من كلية ألجونكوين في أوتاوا.

## الحياة المهنية
عمل بريك صحفيًا في صحيفة الإندبندنت الموجودة في نيوفاوندلاند ولابرادور من عام 2012 إلى عام 2017.
في عام 2017 بدأ العمل مراسلًا في شبكة تلفزيون الشعب الأصلي في مكتبهم في أوتاوا.

### شلالات موسكرات
شلال طبيعي يبلغ علوه 15 مترًا، يقع على نهر تشرشل السفلي ويبعد حوالي 25 كيلومترًا غرب خليج هابي فالي-غوس باي في لابرادور. يملك هذا الشلال إمكانات كبيرة للطاقة الكهرومائية. منذ عام 1970 إلى وقتنا الحالي وُضِعت خطط لتطوير الطاقة الكهرومائية، ويشمل هذا التطوير المعروف باسم مشروع تشرشل السفلي، والذي أثار مخاوف العلماء والإنويت المحليين بشأن تسمم ميثيل الزئبق للمياه والحياة البرية ومصادر الغذاء. يقول السكان الأصليين المحليين أنهم لم يُستشاروا قبل بدء المشروع، وتظاهروا عدة مرات ضد المشروع، بما في ذلك الإضراب عن الطعام عام 2013. ولم تنجح حكومة نوناتسيافوت التي تمثل إنويت لابرادور في استخدام المحاكم لمحاولة وقف المشروع.

### الدعوى المدنية
في شهر تشرين الأول عام 2016 كان بريك يغطي حادثة شلالات موسكرات لصحيفة إندبندنت. كسر متظاهرون من السكان الأصليين يُطلقون على أنفسهم حماة الأرض والمياه القفل في 22 تشرين الأول ودخلوا إلى شركة نالكور للطاقة. تابع بريك المتظاهرين لأيامٍ عديدة وصور ووثق ما حدث داخل الشركة. كان هو المراسل الوحيد داخل الشركة. عندما تقدم نالكور بطلب وحصل على أمر بإخراج المتظاهرين من الموقع، لم يذكر أن بريك كان صحفيًا وليس جزءًا من الاحتجاج. ولأن بريك كان موجودًا في المبنى، فقد اتُهم  جنائياً بالإيذاء وتحدي أمر المحكمة، فضلاً عن إجراءات التحقير المدني في محكمة نيوفاوندلاند ولابرادور العليا. صدر الأمر الزجري بحقه في 16 تشرين الأول 2016، وفي 24 تشرين الأول صدر أمر المثول أمام المحكمة. عُقد تجمع محلي للمطالبة بإسقاط التهم عن بريك، وطعن بريك بالادعاءات المدنية لكنه لم ينجح. في 15 آذار 2017، كتب القاضي جورج مورفي من المحكمة العليا لنيوفاوندلاند ولابرادور في قراره: «لم يكن موقف السيد بريك على أنه صحفي حقيقة ملموسة، ولم يُلفت السيد نالكور انتباه المحكمة عند إصدارها قرار الزجر والمثول أمام المحكمة».